# Camponotus aethiops
Camponotus aethiops es una especie de hormiga del género Camponotus, tribu Camponotini. Fue descrita científicamente por Latreille en 1798).
Se distribuye por Armenia, China, Georgia, Irán, Israel, Arabia Saudita, Turquía, Turkmenistán, Albania, Andorra, Austria, islas Baleares, Bulgaria, Croacia, República Checa, Francia, Alemania, Gibraltar, Grecia, Hungría, Italia, Macedonia, Malta, Moldavia, Montenegro, Portugal, Rumania, Rusia, Eslovaquia, Eslovenia, España, Suiza, Ucrania y los Estados Unidos. Se ha encontrado a elevaciones de hasta 1440 metros. Vive en microhábitats como nidos y debajo de piedras.